# بهروز تابانی
بهروز تابانی (زاده ۱۴ دی ۱۳۷۲ در سراب) ورزشکار در رشته پرورش اندام است.
تابانی در هفتادمین دوره رقابت‌های جهانی پرورش اندام که به میزبانی کشور اسپانیا برگزار شد در وزن ۱۰۰ کیلوگرم بر سکوی قهرمانی جهان و مدال طلای این دوره از مسابقات را از آن خود کرد.